# Distrito electoral de Franklin (condado de Massac, Illinois)
Franklin (en inglés: Franklin Precinct) es un distrito electoral ubicado en el condado de Massac en el estado estadounidense de Illinois. En el Censo de 2010 tenía una población de 1029 habitantes y una densidad poblacional de 1.466,05 personas por km².

## Geografía
Franklin se encuentra ubicado en las coordenadas 37°9′52″N 88°43′58″O / 37.16444, -88.73278. Según la Oficina del Censo de los Estados Unidos, Franklin tiene una superficie total de 0.7 km², de la cual 0.7 km² corresponden a tierra firme y (0%) 0 km² es agua.

## Demografía
Según el censo de 2010, había 1029 personas residiendo en Franklin. La densidad de población era de 1.466,05 hab./km². De los 1029 habitantes, Franklin estaba compuesto por el 88.73% blancos, el 7.48% eran afroamericanos, el 0.58% eran amerindios, el 0% eran asiáticos, el 0% eran isleños del Pacífico, el 0.68% eran de otras razas y el 2.53% pertenecían a dos o más razas. Del total de la población el 1.94% eran hispanos o latinos de cualquier raza.